# Джибла
Джи́бла (араб. جبلة‎) — город в юго-западной части Йемена в мухафазе Ибб, в 125 км южнее столицы страны Сана и в 8 км юго-западнее города Ибб.

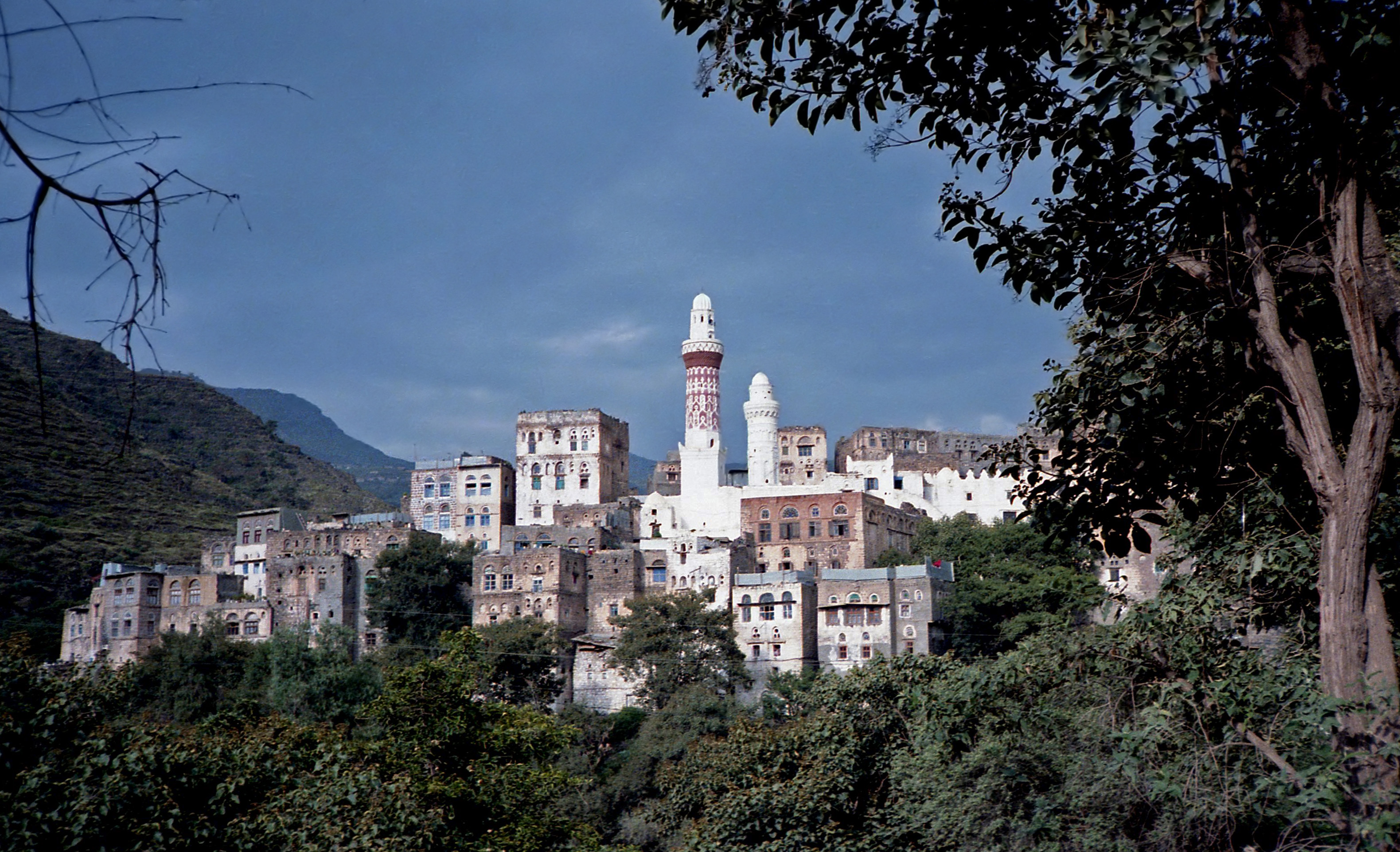
Вид на город — минареты Пятничной мечети

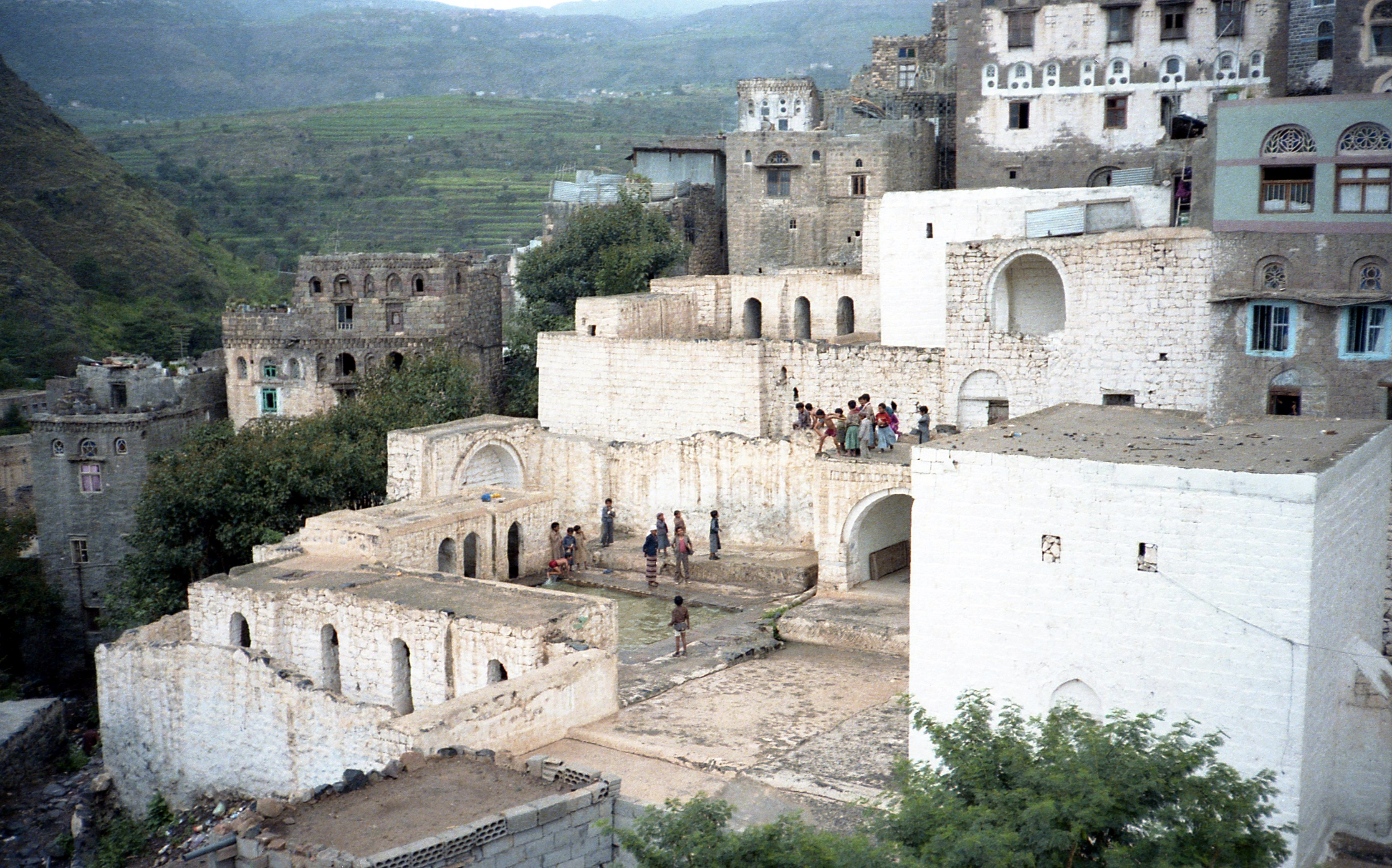
Строения города

Город расположен на высоте около 2200 метров над уровнем моря.
Город и его окрестности в 2002 году были внесены ЮНЕСКО в Предварительный список Всемирного наследия в связи с его предполагаемой универсальной культурной ценностью.

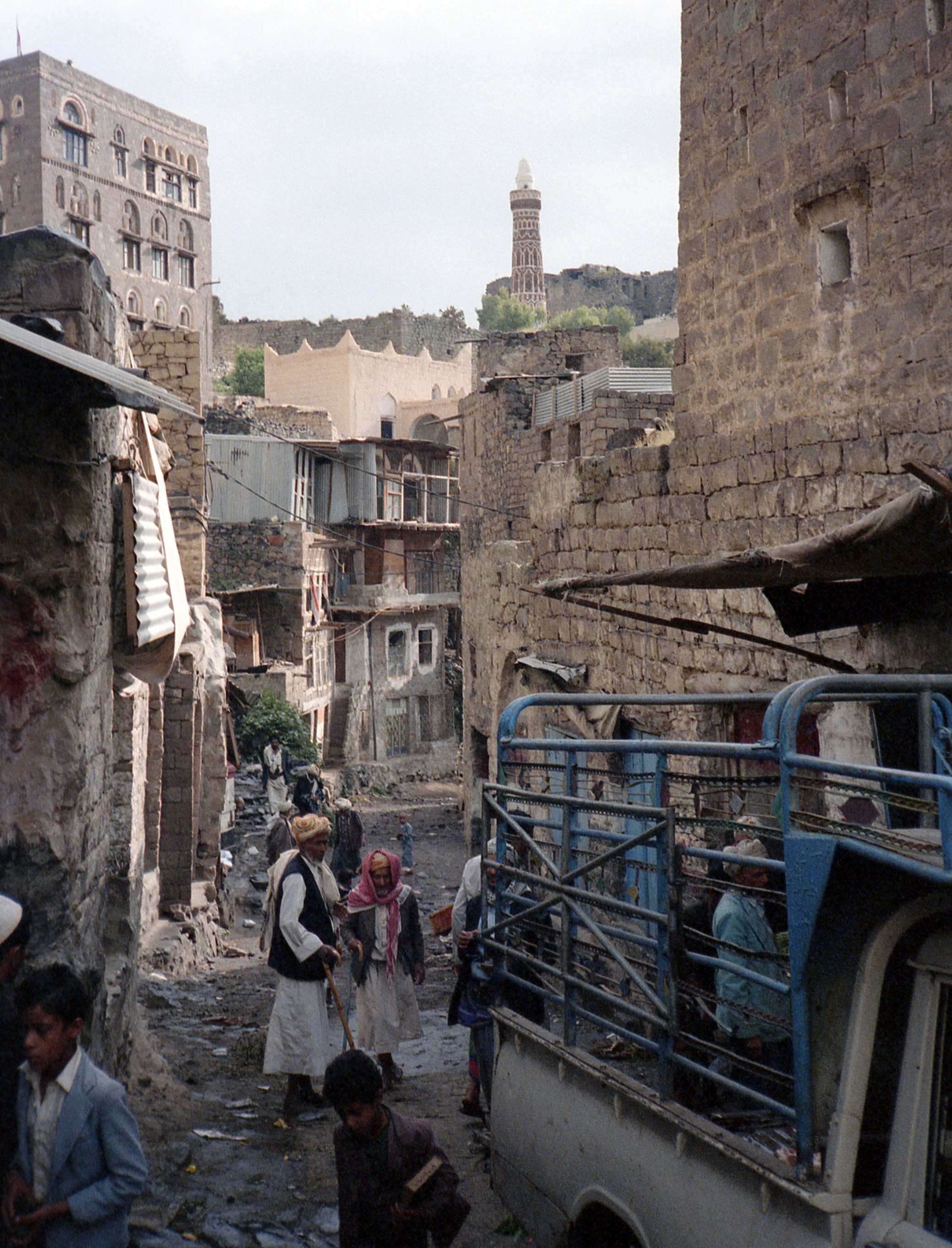
Улица города

Не путать с мудирией (районом) Джибла (англ. Jiblah District) в мухафазе Ибб.

## Описание города
Джиблу называют городом двух рек, потому что она расположена между двумя большими реками, текущими летом и зимой. Через реки переброшено пять каменных мостов.
Джибла была богатым торговым городом, центром изучения ислама. Многие из его зданий насчитывают более трех веков. Его узкие улочки пролегают между пятиэтажными домами, построенными из местного камня серо-розовых тонов.
В городе 48 мечетей, 30 из них предназначены для мужчин, остальные для женщин. В центре города, рядом с рынком возвышается минарет мечети 16 века As-Sunna
Часть построек дворца Арвы сохранились до наших дней. Рядом с ними находится музей малики Арвы.

## История города
Город Джибла был основан в 1066 году местным султаном по приказу султана Али ас-Сулайхи. По легенде город был назван в честь гончара, жившего здесь в давние времена.

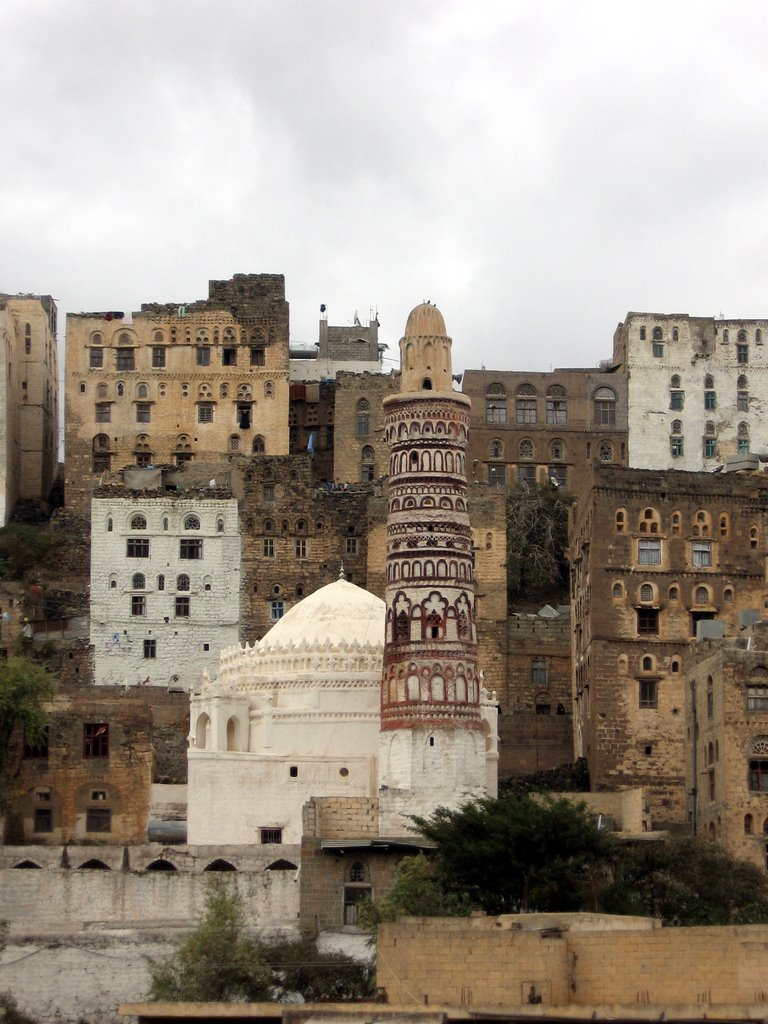
Мечеть Bayt az-Zum и Qubbat (Купол) Bayt az-Zum

#### Период правления Арвы
После смерти правителя династии Сулайхидов Али ас-Сулайхи в 1067 году, Ахмад, стал де-юре правителем Йемена, но он был не в состоянии править будучи парализованным и прикованным к постели. Он отдал всю свою власть своей жене Арве бинт Ахмад. Одним из её первых действий был перенос столицы из Саны в Джиблу того, чтобы быть в лучшем местоположении с целью уничтожения Саида ибн Наджара и таким образом отомстить за смерть отчима.
Когда малика Арва бинт Ахмад перенесла столицу в Джиблу, Джибла была небольшим городом, построенным 25 лет назад — лишь немного старше самой Арва.
Арве удалось уничтожить Саида ибн Наджара, заманив его в ловушку в 1088 году.
В 1088 году султан Ахмад построил в Джибле дворец для Арвы, который назвали Dar Al-E'z. Старый дворец был перестроен в большую мечеть, где и похоронили малику Арву, умершую в 1138 году в возрасте 92 лет, и мечеть стали назвали её именем - мечеть Арвы.

## Убийство в больнице
В Джибле расположена 80-местная баптистская больница, принимающая более 40 000 пациентов в год (на 2002 год) и оказывающая помощь бедным бесплатно. Медперсонал включает 64 иностранца, в том числе 25 американцев.
30 декабря 2002 года йеменец 30-летний Абед Абдул Разак Камель застрелил в больнице трёх американцев и ранил ещё одного. Нападавший был арестован и приговорён к расстрелу. Тела двух убитых американцев, Марты Майерс и Уильяма Кёна, были похоронены 31 декабря в Джибле. Тело Кэтлин Гэйриети было отправлено в США.

## Достопримечательности
- Мечеть Арвы или Пятничная мечеть, или Большая мечеть в Джибле, или мечеть Хуррат-уль-Малика.
- Мечеть Байт аз-Зум или Куббат («Купол») Байт аз-Зум
- Руины дворца Арвы
- Музей Арвы